# تپه حاج یزدان ۲
تپه حاج یزدان ۲ در شهرستان مانه و سملقان، بخش سملقان، دهستان آلمه، روستای زمان صوفی واقع شده و این اثر در تاریخ ۱۸ شهریور ۱۳۸۷ با شمارهٔ ثبت ۲۳۱۹۷ به‌عنوان یکی از آثار ملی ایران به ثبت رسیده است.